# Heteroglypta contraria
Heteroglypta contraria är en musselart som först beskrevs av Gérard Paul Deshayes 1863.  Heteroglypta contraria ingår i släktet Heteroglypta och familjen Psammobiidae. Inga underarter finns listade i Catalogue of Life.